# 香月勗
香月 勗（かつき つとむ、1946年9月23日 - 2014年10月13日）は、日本の有機化学者。学位は、理学博士。九州大学理学部化学科の教授を務めた。主に遷移金属触媒を利用した不斉酸化反応について研究した。佐賀県生まれ。

## 教育
香月は山口勝の研究室で博士研究を行い、山口エステル化反応の開発に貢献した。博士研究員としてスタンフォード大学のバリー・シャープレスの下で研究を行い、最初の香月・シャープレス不斉エポキシ化を行った。